# Kuh-e Karkas
 Ovo je glavno značenje pojma Kuh-e Karkas. Za druga značenja pogledajte Kuh-e Karkas (razdvojba).
Kuh-e Karkas (perz. كوه کرکس; dosl. Planina supova) je planina na sjeverozapadu Isfahanske pokrajine u Iranu. Dijelom je Srednjoiranskog gorja i nadmorska visina najvišeg vrha ovisno o izvorima iznosi od 3895 do 3910 m. Kuh-e Karkas obiluje faunom zbog čega je kroz povijest bio carskim lovištem, no danas je strogo zaštićeno područje. U podnožju ovog planinskog lanca smješteni su iranski gradovi Kašan i Natanz.

## Etimologija
Uvriježeno je da Kuh-e Karkas podrazumijeva planinu supova (perz. kuh ⇒ planina; karkas ⇒ sup), čemu u prilog ide da je planina zaista staništem raznih vrsta strvinara o kojima su pisali i srednjovjekovni autori. Drugi stručnjaci skloni su još starijem etimološkom podrijetlu pa oronim dovode u vezu s Kasitima, drevnim narodom koji je naseljavao Iransku visoravan sredinom 2. tisućljeća pr. Kr. Naime, prema tumačenju ukrajinskog iranologa R. Ghirshmana, kar-kasi podrazumijeva grad Kasita (akad. kar ⇒ grad; kasi ⇒ Kasiti). Ovoj teoriji ide u prilog podatak da su Kasiti ostali upamćeni po naprednoj metalurgiji, dok je upravo kod Arismana u podnožju Kuh-e Karkasa pronađen jedan od najvećih i najstarijih metalurških arheoloških kompleksa.

## Zemljopis
Kuh-e Karkas smješten je u središnjem Iranu i ovisno o kontekstu može implicirati najviši planinski vrh (3910 m), planinski masiv približno određen potezom Natanz-Keše-Handžan, te 150-ak km dugačak planinski lanac koji se proteže uz Ardestan, Natanz i Kašan. Najproširenije značenje pojavljuje se u „Granicama svijeta” (arap. Ḥodūd al-ʿālam), djelu nepoznatog perzijskog autora iz 982. godine u kojem Karkas kao područje obuhvaća čak i istočna pustinjska područja Dašt-e Kavira i Luta. Planina se javlja i u drugim djelima najranijih islamskih zemljopisaca: Mukadasi ga opisuje najvišim vrhom iranskih pustinjskih krajeva, Istahri ga spominje u kontekstu pljačkaškog utočišta, a Mustavfi piše da se radi o usamljenoj planini na kojoj se gnijezde strvinari odnosno obitavaju divlje koze. Protežući se širinom od 40-ak km u smjeru sjeverozapad-jugoistok, gorje Kuh-e Karkasa odvaja dva dijela Iranske visoravni bitno različite nadmorske visine − do 1000 m s gornje odnosno iznad 2000 m s donje strane. Lanac je poprečno ispresjecan dolinama manjih rijeka među kojima se ističu Čime-Rud i Barz-Rud. Arheološki lokaliteti kod Abjane svjedoče da su ova planinska područja kontinuirano naseljena još od starog vijeka. Drugi planinski vrhovi Karkasovog masiva viši od 3000 m su Kamar-Siah (3217 m), Kašk-Hane (3330 m) i Kalabe-Šah (3412 m).

## Geologija
Planinski lanac Kuh-e Karkasa dijelom je prostranijeg Srednjoiranskog gorja koje se gotovo pravocrtno proteže u smjeru sjeverozapad-jugoistok, a geološki je oblikovano tijekom tercijara. Gorje sastavljeno uglavnom od plutonita (diorita i granita) nadvija se nad prekambrijsko-paleozojskom podlogom koja se pruža sjeveroistočno, dok se jugozapadno proteže viši pojas metamorfnih i intruzivnih stijena iz ere mezozoika. Najrasprostranjenije metalne mineralne sirovine su bakar, olovo i cink, a rudarstvo i metalurgija sudeći prema arheološkim nalazištima iz obližnjeg Arismana bili su aktivni još početkom 4. tisućljeća pr. Kr. Ležišta salitre i sumpora tijekom safavidskog razdoblja iskorištavana su u vojne svrhe odnosno za proizvodnju baruta. Suvremeni rudnici danas se nalaze uglavnom na sjeveru u okolici Kašana.

## Flora i fauna
Kuh-e Karkas obiluje florom i faunom, a blizina safavidske prijestolnice Isfahana učinila ga je omiljenim carskim lovištem. Životinjske vrste na njegovim obroncima uključuju zečeve, vukove, divlje koze i ovce, te 62 vrste ptica. Kuh-e Karkas danas je ekološko zaštićeno područje koje obuhvaća 92.100 ha.
Identificirane biljne vrste poredane do maksimalne nadmorske visine su:
- do 1800 m − E. stellatae, S. inflate
- do 2300 m − P. aucheri, A. scopariae
- do 2700 m − A. bracteati, E. astragaletosum, H. scarioletum, A. sieberi, C. gaubae, S. artemisietum, P. abrotanoides
- do 3000 m − S. orientalis, A. parrowiani, B. tomentelli, E. Artemisietosum, E. Medicetosum, E. phlomicetosum
- do 3100 m − A. aucheri

## Poveznice
- Srednjoiransko gorje